# Turgon, Charente

Turgon este o comună în departamentul Charente, Franța. În 1 ianuarie 2022 avea o populație de 81 de locuitori.